# 米国気候同盟
米国気候同盟（べいこくきこうどうめい、英語: United States Climate Alliance）は、アメリカ合衆国において、2015年の気候変動に関する パリ協定 を域内で順守することをコミットした、州のグループである。 
加盟州は、2014年に米国の二酸化炭素排出量の18.1％を排出している（2016年時点で、米国人口の31.4％、米国GDPの36.3％を占めている）。

## 歴史
この同盟は、米国大統領ドナルド・トランプが、2017年6月1日にパリ協定から米国が撤退することを決定したことを受けて、その日に結成された。この同盟については、3人の米国州知事、ワシントン州のジェイ・インスレー、ニューヨーク州のアンドリュー・クオモ、カリフォルニア州のジェリー・ブラウンによって発表された。この同盟は法的拘束力のある条約を定める訳ではなく、気候変動に対して同様の考えを持った州知事たちが集まったものである。 Insleeが発表したプレス声明では、「ニューヨーク州、カリフォルニア州およびワシントン州は、米国における GDPの1/5を占めており、2005年比で26~28パーセントの排出削減を目指す米国の目標にコミットし、連邦クリーン発電プランの目標を達成するか、それを上回ることを目指す」としている。これらの3つの州は民主党が支配しているが、ニューヨーク州とカリフォルニア州の知事は2018年の米国知事選挙に出馬する見込みである。なお、加盟州ではマサチューセッツ州とバーモント州のみ共和党の知事である。

## 会員州

### 構成州

青色が加盟州

| 州                 | 知事               | 知事 | 参加日                      | CO2 排出量 (百万トン) | CO2 排出量 (百万トン) |
| ------------------ | ------------------ | ---- | --------------------------- | --------------------- | --------------------- |
| カリフォルニア州   | Jerry Brown        | D    | 2017年6月1日 (創立メンバー) | 358.0                 |                       |
| ニューヨーク州     | Andrew Cuomo       | D    | 2017年6月1日 (創立メンバー) | 170.0                 |                       |
| ワシントン州       | Jay Inslee         | D    | 2017年6月1日 (創立メンバー) | 73.0                  |                       |
| コネチカット州     | Dannel Malloy      | D    | 2017年6月2日                | 35.0                  |                       |
| ロードアイランド州 | Gina Raimondo      | D    | 2017年6月2日                | 11.0                  |                       |
| マサチューセッツ州 | Charlie Baker      | R    | 2017年6月2日                | 64.0                  |                       |
| バーモント州       | Phil Scott         | R    | 2017年6月2日                | 6.0                   |                       |
| オレゴン州         | Kate Brown         | D    | 2017年6月2日                | 38.0                  |                       |
| ハワイ州           | David Ige          | D    | 2017年6月2日                | 18.0                  |                       |
| バージニア州       | Terry McAuliffe    | D    | 2017年6月5日                | 104                   |                       |
| ミネソタ州         | Mark Dayton        | DFL  | 2017年6月5日                | 95                    |                       |
| デラウェア州       | John C. Carney Jr. | D    | 2017年6月5日                | 13                    |                       |
| プエルトリコ       | Ricky Rosselló     | PNP  | 2017年6月5日                | 28                    |                       |

### その他支持を表明している州
| 州                 | 知事              | 知事 | CO2 排出量 (百万トン) | CO2 排出量 (百万トン) |
| ------------------ | ----------------- | ---- | --------------------- | --------------------- |
| コロラド州         | John Hickenlooper | D    | 92.0                  |                       |
| メリーランド州     | Larry Hogan       | R    | 62                    |                       |
| モンタナ州         | Steve Bullock     | D    | 32.0                  |                       |
| ニュージャージー州 | Chris Christie    | R    | 114.0                 |                       |
| ノースカロライナ州 | Roy Cooper        | D    | 127.0                 |                       |
| オハイオ州         | John Kasich       | R    | 232.0                 |                       |
| ペンシルベニア州   | Tom Wolf          | D    | 245.0                 |                       |
| コロンビア特別区   | Murie Bowser      | D    | 3                     |                       |
| ニューメキシコ州   | Susana Martinez   | R    | 50                    |                       |
| アイオワ州         | Kim Reynolds      | R    | 82                    |                       |
| イリノイ州         | Bruce Rauner      | R    | 234                   |                       |
| メイン州           | Paul LePage       | R    | 17                    |                       |

## 参照
- 全米市長による気候行動指針